# Вінслов Тауншип (округ Джефферсон, Пенсільванія)
Вінслов Тауншип (англ. Winslow Township) — селище (англ. township) в США, в окрузі Джефферсон штату Пенсільванія. Населення — 2546 осіб (2020).

## Демографія
Згідно з переписом 2010 року, у селищі мешкали 2622 особи в 1051 домогосподарстві у складі 774 родин. Було 1188 помешкань
Расовий склад населення:
| - 99,0 % — білих - 0,2 % — чорних або афроамериканців - 0,2 % — азіатів - 0,1 % — корінних американців |

До двох чи більше рас належало 0,5 %. Частка іспаномовних становила 0,3 % від усіх жителів.
За віковим діапазоном населення розподілялося таким чином: 20,8 % — особи молодші 18 років, 59,9 % — особи у віці 18—64 років, 19,3 % — особи у віці 65 років та старші. Медіана віку мешканця становила 45,5 року. На 100 осіб жіночої статі у селищі припадало 102,3 чоловіків;  на 100 жінок у віці від 18 років та старших — 101,8 чоловіків також старших 18 років.
Середній дохід на одне домашнє господарство  становив 52 483 долари США (медіана — 43 343), а середній дохід на одну сім'ю — 59 705 доларів (медіана — 49 821). Медіана доходів становила 41 410 доларів для чоловіків та 26 806 доларів для жінок. За межею бідності перебувало 13,1 % осіб, у тому числі 19,3 % дітей у віці до 18 років та 13,0 % осіб у віці 65 років та старших.
Цивільне працевлаштоване населення становило 1252 особи. Основні галузі зайнятості: виробництво — 22,0 %, освіта, охорона здоров'я та соціальна допомога — 18,8 %, роздрібна торгівля — 16,0 %.